# Моисеев, Павел Сергеевич
Павел Сергеевич Моисеев (род. 17 апреля 1987, Тамбов) — российский экономист и управленец, кандидат экономических наук, доцент, ректор Тамбовского государственного университета (2023—н. в.).

## Биография
Родился 17 апреля 1987 года в Тамбове. Учился в многопрофильном лицее № 6 там же.
В 2004—2008 году обучался на факультете метрологической информатики в Московском государственном технологическом университете «Станкин», в 2010 году окончил с отличием магистратуру там же.
В 2009 году заочно окончил Институт экономики и управления Тамбовского государственного университета (ТГУ) по специальности «Финансы и кредит», в 2011 году — магистратуру там же.
В 2009—2012 годах обучался в аспирантуре ТГУ по специальности «Экономика и управление народным хозяйством (экономическая безопасность)». В 2013 году защитил в ТГУ диссертацию «Организационно-методический инструментарий обеспечения экономической безопасности агропромышленного региона» и получил учёную степень кандидата экономических наук.
С 2007 года работал в Управлении метрологии и стандартизации АМО ЗИЛ, в 2008—2011 годах — в «Ситибанке» в Москве и «Промсвязьбанке» в Тамбове.
В 2011—2013 годах работал в ТГУ директором Центра по обеспечению функционирования интернет-сайта, а затем начальником управления по корпоративной политике.
В 2013—2014 годах являлся начальником отдела прямых продаж в «Промсвязьбанке» в Тамбове.
В 2014 году вернулся в ТГУ по приглашению проректора (позднее ректора) Владимира Стромова и был назначен заместителем проректора по экономико-правовым вопросам и инфраструктурному развитию и руководителем службы маркетинга и продаж, а с 2016 года — начальником управления организационно-распорядительной деятельности.
Также занимался научно-преподавательской деятельностью: являлся ассистентом, старшим преподавателем и доцентом кафедры политической экономии и современных бизнес-процессов ТГУ. В 2018 году получил учёное звание доцента.
В 2017—2022 годах являлся проректором ТГУ (сначала проректором по информатизации и инновационному развитию, с 2019 года — по управлению имущественным комплексом и инфраструктурному развитию, с 2021 года — по цифровой трансформации, управлению имущественным комплексом и инфраструктурному развитию).
В марте 2022 года ректор ТГУ Стромов умер, после чего Министерство образования и науки России назначило и. о. ректора ТГУ Ирину Налётову, а в июле 2022 года — Моисеева. В январе 2023 года Моисеев был избран ректором 132 голосами из 141, а в марте 2023 года — утверждён в этой должности Министерством образования и науки России.
С сентября 2022 года является депутатом Тамбовской областной думы VII созыва. Избран по Котовскому одномандатному избирательному округу № 17. Член фракции «Единой России» (ЕР), заместитель секретаря Тамбовского регионального отделения ЕР, член президиума Регионального политического совета ЕР.
Состоит в браке.

## Научная деятельность
Является автором 20 научных статей, 2 учебных пособий и 1 методического указания. Индекс Хирша по РИНЦ — 7 по 19 публикациям, по ядру РИНЦ — 1 по 2 публикациям.
Основные работы:
- Моисеев П. С., Сысоев П. В., Евстигнеева И. А., Сорокин Д. О. Центр публикационной активности в условиях участия вуза в программе «Приоритет 2030»: основные векторы деятельности и их понимание среди научно-педагогических работников // Перспективы науки и образования. 2022. № 6 (60). С. 717—734.
- Моисеев П. С., Якунина И. Н. Цифровизация деятельности университета как стратегическое направление развития современного вуза // В сборнике: Цифровые технологии в экономической сфере: возможности и перспективы. сборник научных статей. Тамбов, 2017. С. 149—155.
- Бурмистрова А. А., Родионова Н. К., Моисеев П. С. Фиктивная и криминальная экономическая деятельность как угроза экономической безопасности России // Социально-экономические явления и процессы. 2017. Т. 12. № 5. С. 14-20.
- Юхачев С. П., Моисеев П. С. Криминализация экономических отношений в России и ее влияние на экономическую безопасность страны // Социально-экономические явления и процессы. 2016. Т. 11. № 11. С. 112—119.
- Моисеев П. С. К вопросу о структуре экономической безопасности в системе ее обеспечения // Социально-экономические явления и процессы. 2016. Т. 11. № 12. С. 74-77.
- Османов Ж. Д., Моисеев П. С. Специфика обеспечения экономической безопасности в условиях усиления санкций// Социально-экономические явления и процессы. 2015. Т. 10. № 10. С. 111—115.
- Османов Ж. Д., Моисеев П. С. Особенности обеспечения экономической безопасности в зарубежных странах // Социально-экономические явления и процессы. 2015. Т. 10. № 11. С. 99-104.
- Моисеев П. С. Теоретические основы обеспечения экономической безопасности агропромышленных регионов // Социально-экономические явления и процессы. 2013. № 1 (47). С. 122—125.
- Моисеев П. С. Организационно-экономический инструментарий обеспечения экономической безопасности агропромышленных регионов России // Социально-экономические явления и процессы. 2013. № 2 (48). С. 74-78.
- Моисеев П. С. Специфика экономической безопасности регионов России // Социально-экономические явления и процессы. 2012. № 12 (46). С. 218—222.
- Моисеев П. С. Применение методологии IDEF0 к описанию процесса изготовления биметаллических аппаратов методом вакуумно-диффузионной сварки // Вестник Тамбовского университета. Серия: Естественные и технические науки. 2010. Т. 15. № 2. С. 719—722.

## Награды
- Почётная грамота Министерства науки и высшего образования России[3].
- Медаль «За вклад в реализацию государственной политики в области образования и научно-технологического развития» Министерства науки и высшего образования России[3].